# Pachygrontha
Pachygrontha är ett släkte av insekter. Pachygrontha ingår i familjen Pachygronthidae.
Kladogram enligt Catalogue of Life:
| Pachygrontha | \| \| Pachygrontha compacta \| \| \| \| \| \| Pachygrontha lineata \| \| \| \| |
|              | \| \| Pachygrontha compacta \| \| \| \| \| \| Pachygrontha lineata \| \| \| \| |
|              | Oedancala                                                                      |
|              |                                                                                |
|              | Phlegyas                                                                       |
|              |                                                                                |
|              | Pachygrontha compacta                                                          |
|              |                                                                                |
|              | Pachygrontha lineata                                                           |
|              |                                                                                |

|  | Pachygrontha compacta |
|  |                       |
|  | Pachygrontha lineata  |
|  |                       |